# 阿尔谢
阿尔谢（義大利語：Arsié）是意大利威尼托大区贝卢诺省的一个市镇。总面积64平方公里，人口2597人，人口密度40.6人/平方公里（2009年）。国家统计（ISTAT）代码为025004。